# Tarikhnama
Tarikh-i Bal'ami (perzijsko تاریخ بلعمی, latinizirano: Balamijeva Zgodovina) ali Tārīkhnāma-yi Bozorg (تاریخنامه بزرگ, Velika knjiga zgodovine) je najzgodnejša znana ohranjena prozna knjiga v perzijskem jeziku. Napisal jo je Abu Ali Mohamed Balami, vezir v Samanidskega cesarstva. Besedilo iz 10. stoletja je univerzalna zgodovina, ki zajema obdobje od stvarjenja do islamske dobe. Knjiga, ki je bila prevedena tudi v turščino in arabščino, je ostala v obtoku tisoč let in spada med najvplivnejše knjige islamske zgodovinske književnosti. Čeprav avtor trdi, da je knjiga perzijski prevod al-Tabarijeve Zgodovine prerokov in kraljev, je pravzaprav neodvisno delo.
Literarni slog se razlikuje od prejšnjih pahlavijskih in srednjeperzijskih del, ki so nastala v Sasanidskem cesarstvu. Tarikhnama velja za izhodišče vplivne perzijske zgodovinopisne tradicije, ki uporablja arabske izposojenke in temelji bolj na arabskih in islamskih modelih kot na prejšnjih sasanidskih.
Balami je knjigo začel pisati leta 352 po hidžri (963 n. št.). 
Različni prepisi te knjige so danes na voljo v knjižnicah Irana, Indije, Turčije in Evrope. Najstarejši ohranjeni rokopis je verjetno iz 7. stoletja po hidžri (13. stoletje n. št.). Knjiga vsebuje neprecenljive informacije o sasanidski Perziji in mitični zgodovini Irana. Knjigo, ki se je na splošno štela le za skrajšano različico Tabarijevega dela, je Balami precej preoblikoval. Razlike med obema deloma so tako velike, da je Tarikhnama v bistvu novo delo.

## Vir
- Peacock, A. C. S. (2007). Mediaeval Islamic Historiography and Political Legitimacy: Balʿamī's Tārīkhnāma. London and New York: Routledge. ISBN 978-0-415-40025-1.